# Rasmus Prehn

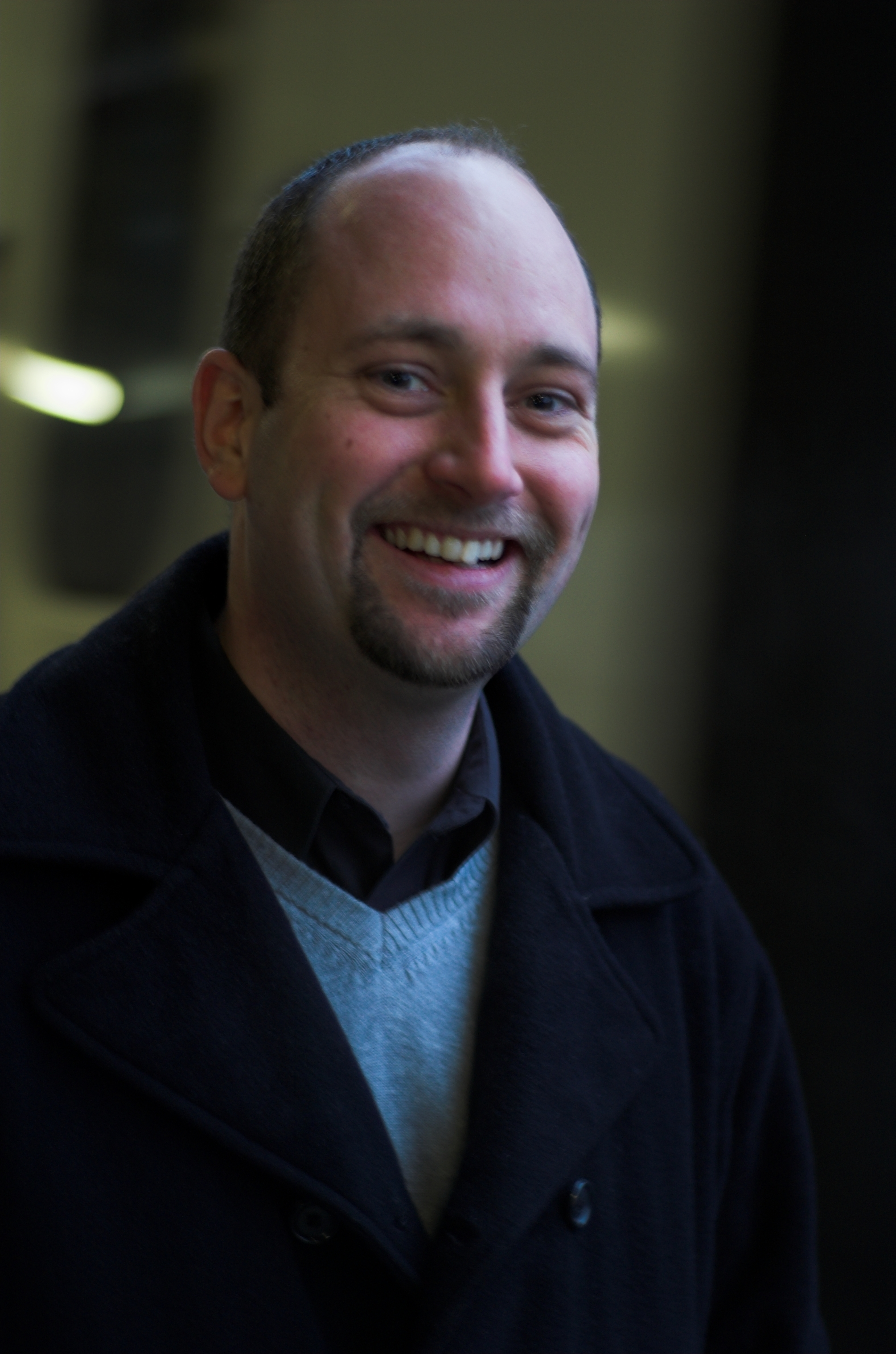
Rasmus Prehn, 2007

Rasmus Prehn (* 18. Juni 1973 in Høje Taastrup) ist ein dänischer Politiker der Socialdemokraterne. Zwischen 2005 und 2025 war er Abgeordneter im Folketing. Von Juni 2019 bis November 2020 war er zudem der Entwicklungsminister seines Landes, anschließend war er bis Dezember 2022 Minister für Lebensmittel, Landwirtschaft und Fischerei.

## Leben
Prehn studierte von 1995 bis 1998 an der Universität Aalborg öffentliche Verwaltung und erlangte dort einen Bachelorabschluss. Zwischen 1998 und 1999 war er an der University of Leeds Masterstudent für Soziologie. Er setzte dieses Studium bis 2002 in Aalborg fort. Von 2001 bis 2002 war er Projektleiter beim dänischen Gewerkschaftsbund Landsorganisationen i Danmark (LO). In der Zeit von 2002 bis 2004 war er an der Hochschule in Esbjerg angestellt. Zwischen 2004 und 2005 arbeitete er als Hochschullehrer.
Prehn zog bei der Wahl 2005 erstmals ins dänische Parlament, das Folketing, ein. Dort vertrat er die Region Nordjütland. Am 27. Juni 2019 wurde er zum Entwicklungsminister in der neuen Regierung Frederiksen I ernannt. Nach dem Rücktritt seines Parteikollegen Mogens Jensen übernahm er am 19. November 2020 den Posten als Minister für Lebensmittel, Landwirtschaft und Fischerei. Seine Amtszeit endete mit der Bildung der Regierung Frederiksen II am 15. Dezember 2022. Im Februar 2025 verließ er vorzeitig das Folketing und übernahm den Posten als Direktor bei der Økologisk Landsforening.